# شريان غربالي خلفي
الشريان الإثمائي الخلفي (بالإنجليزية: Posterior ethmoidal artery)‏ هو شريان في الرأس ينشأ من الشريان العيني ليزود الخلايا الهوائية الإثمائية الخلفية والأغشية الدماغية. إنه أصغر من الشريان الإثمائي الأمامي.

## التشريح

### الأصل
يعدّ الشريان الإثمائي الخلفي شريانًا مداريًا ينبع من الشريان العيني. بعد التفرع من الشريان العيني، يمر الشريان الإثمائي الخلفي بين الحدود العلوية للعضلة المستقيمة الوسطى والعضلة المائلة العلوية ليصل ويدخل ويعبر القناة الإثمائية الخلفية.

### الفروع

#### الفرع الدماغي
يطلق فرعًا دماغيًا إلى الغشاء الدماغي بعد دخوله إلى الجمجمة.

#### الفروع الأنفية
يطلق فروعًا أنفية تمر عبر اللوحة الغربالية لتصل إلى التجويف الأنفي. تشكل الفروع الأنفية تحاميص مع الشريان الخراجي العنكبوتي. التوزيع يزود هذا الشريان الجيوب الهوائية الإثمائية الخلفية، وغشاء الدماغ للحفرة الجمجمية الأمامية، والجزء العلوي من المخاط الأنفي للمؤخرة الأنفية.